# C3-фотосинтез

Цикл Кальвина

С3-фотосинтез — один из трёх основных метаболических путей для фиксации углерода наряду с С4- и CAM-фотосинтезом. В ходе этого процесса углекислый газ и рибулозобисфосфат (пятиуглеродный сахар) превращаются в две молекулы 3-фосфоглицерата (трёхуглеродного соединения) посредством следующей реакции:
СО2 + H2O + РуБФ → (2) 3-фосфоглицерат
Эта реакция является первым шагом цикла Кальвина и происходит у всех растений. У С3-растений углекислый газ фиксируется напрямую из воздуха, а у С4- и CAM-растений — после высвобождения из малата.

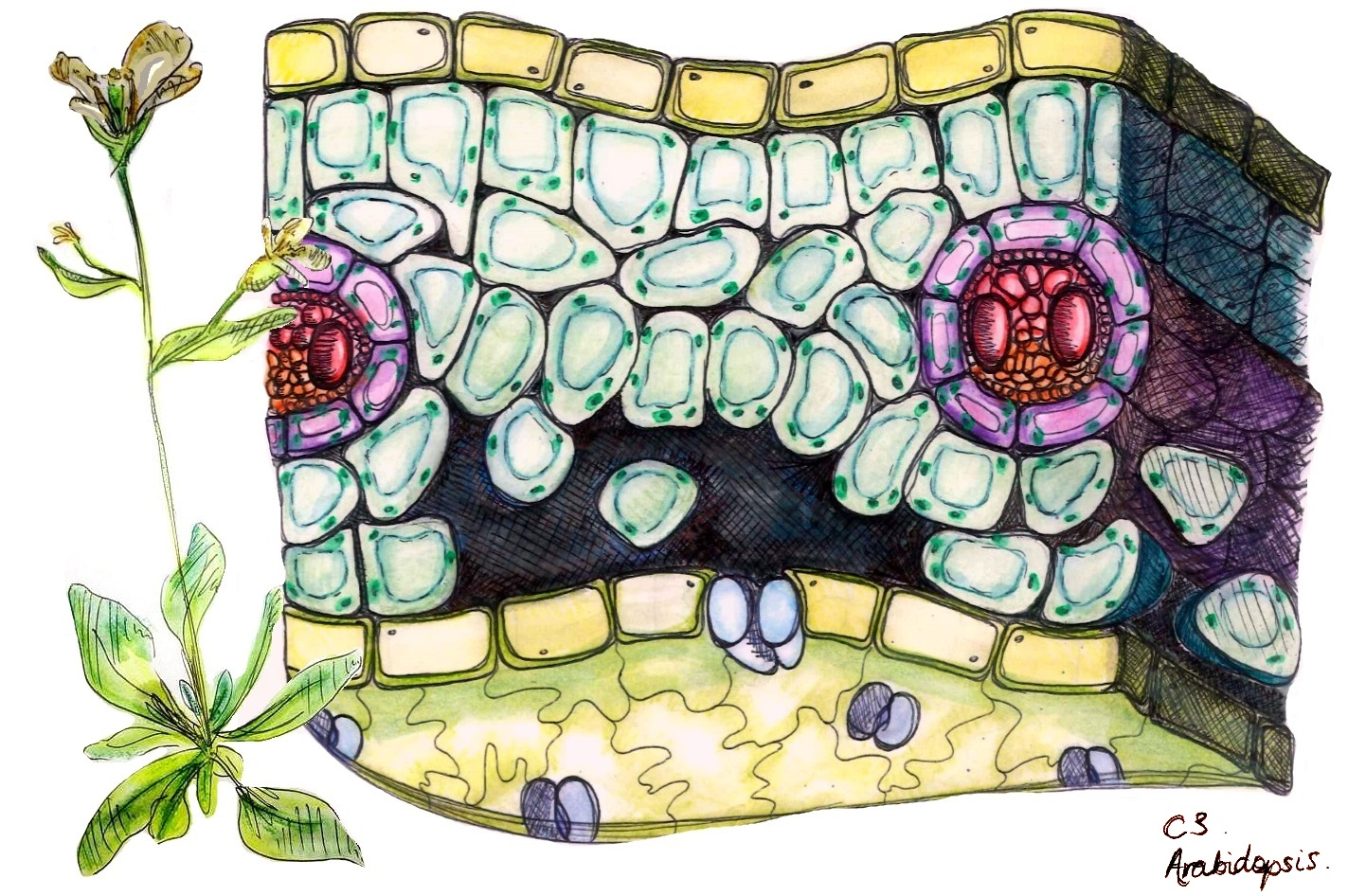
Поперечное сечение листа арабидопсиса — типичного С_{3}-растения. Хорошо видно строение сосудистых пучков.

С3-растения, как правило, процветают в районах с обилием подземных вод, умеренной интенсивностью солнечного света, умеренной температурой и концентрацией углекислого газа около 200 ppm или выше. Эти растения зародились в мезозое и палеозое, задолго до появления С4-растений, и по-прежнему составляют около 95 % растительной биомассы Земли. В качестве примера можно привести рис и ячмень.
С3-растения теряют при транспирации до 97 % воды, закачанной через корни. По этой причине они не могут расти в жарких местах: главный фермент С3-фотосинтеза, рибулозобисфосфаткарбоксилаза, с повышением температуры начинает активнее катализировать побочную реакцию РуБФ с кислородом. Утилизация побочных продуктов этой реакции происходит в ходе фотодыхания, что приводит к потере растением углерода и энергии и, следовательно, может ограничивать его рост. В засушливых районах С3-растения закрывают устьица, чтобы уменьшить потери воды, но это не даёт СО2 попадать в листья и снижает его концентрацию в листьях. В результате падает соотношение СО2:О2, что также усиливает фотодыхание. С4- и CAM-растения имеют приспособления, позволяющие им выживать в засушливых и жарких районах, и поэтому они могут вытеснить С3-растения в этих областях. Изотопная подпись С3-растений обеднена изотопом 13С по сравнению с подписью С4-растений.